# Zdenko Hudeček
Zdeněk Eugen Hudeček, známý jako Zdenko Hudeček (22. června 1887, Terezín – 28. září 1974, Jablunkov), byl český námořník a voják, velitel ponorky.

## Život
Spolu s von Trappem se střídá ve statistikách na postu nejúspěšnějšího rakousko-uherského ponorkového velitele první světové války (potopil větší tonáž, ale von Trapp má na svém kontě hodnotnější válečné lodi). V roce 1918 zaznamenal denní tisk jeho podíl na potopení dvou britských parníků ve Středozemním moři.
Itálie označila po válce Zdenko Hudečka za válečného zločince a žádala jeho vydání pro zákeřné potopení italského parníku Bosfor. Hudeček naproti tomu tvrdil, že parník byl ozbrojen, bránil se a byl potopen v řádném boji. Československo jej Itálii nevydalo. Čeští potápěči, kteří prozkoumali a zdokumentovali vrak parníku na počátku 21. století, prokázali, že parník byl skutečně ozbrojen.
V letech 1919–1921 byl velitelem Československého vojenského loďstva (zahrnovalo dunajskou, labskou a vladivostockou flotilu). Po jeho zrušení odešel do výslužby.